# Fixpunktsatz von Krasnoselski
Der Fixpunktsatz von Krasnoselski (englisch Krasnoselskii’s fixed-point theorem) ist einer der zahlreichen Lehrsätze, die der sowjetische Mathematiker Mark Alexandrowitsch Krasnoselski zum mathematischen Teilgebiet der Nichtlinearen Funktionalanalysis beigesteuert hat. Der Satz geht auf eine wissenschaftliche Publikation Krasnoselskis aus dem Jahre 1962 zurück und behandelt die Frage nach den Bedingungen, unter denen für kompakte Operatoren auf Banachräumen ein Fixpunktsatz gilt. Der Satz ist verwandt mit dem Fixpunktsatz von Schauder.

## Formulierung des Satzes
Der Krasnoselski’sche Fixpunktsatz lässt sich folgendermaßen angeben:
Gegeben seien ein geordneter {\displaystyle \mathbb {R} }-Banachraum {\displaystyle X} mit Norm {\displaystyle \|\cdot \|} und Ordnungskegel {\displaystyle K=\{x\in X\,\colon \,0\preceq x\}\subset X}.
Der Ordnungskegel {\displaystyle K=\{x\in X\,\colon \,0\preceq x\}} sei eine abgeschlossene Teilmenge von {\displaystyle X}, die nicht aus dem Nullpunkt allein bestehen soll, und die zugehörige Relation {\displaystyle \preceq } eine Halbordnungsrelation.
Weiter seien auf {\displaystyle K} ein kompakter Operator {\displaystyle \Psi \colon K\to K} gegeben sowie zwei verschiedene reelle Zahlen {\displaystyle R_{1}>0} und {\displaystyle R_{2}>0}, so dass die beiden Bedingungen
(i) {\displaystyle \Psi (x){\not \preceq }x\,(\,\forall x\in {K\cap S_{R_{1}}(0)}\,)}.
(ii) {\displaystyle {x\not \preceq }\Psi (x)\,(\,\forall x\in {K\cap S_{R_{2}}(0)}\,)}.
erfüllt seien.
Dann gilt:
{\displaystyle \Psi } besitzt einen Fixpunkt {\displaystyle x_{0}=\Psi (x_{0})\in K}, welcher zudem der Beziehung
{\displaystyle \min \left(R_{1}\;,\;R_{2}\right)<\|x_{0}\|<\max \left(R_{1}\;,\;R_{2}\right)}
genügt.

### Erläuterungen
- Die obigen Bedingungen (i) und (ii) bedeuten, dass für {\displaystyle x\in K} mit {\displaystyle \|x\|=R_{1}} stets {\displaystyle {x-\Psi (x)}\not \in K} gilt und für {\displaystyle x\in K} mit {\displaystyle \|x\|=R_{2}} stets {\displaystyle {\Psi (x)-x}\not \in K}.[2]
- Falls die obigen Bedingungen (i) und (ii) erfüllt sind, spricht man (in der englischen Fachsprache) für {\displaystyle R_{1}<R_{2}} von einer cone compression, für {\displaystyle R_{1}>R_{2}} von einer cone expansion.[2]

### Hintergrund
Die Herleitung des Krasnoselski’schen Fixpunktsatzes nutzt an entscheidender Stelle den folgenden wichtigen Satz des US-amerikanischen Mathematikers James Dugundji aus dem Jahre 1951:
In einem Banachraum {\displaystyle X} ist jede nichtleere, abgeschlossene und konvexe Teilmenge {\displaystyle C\subseteq X} ein Retrakt von {\displaystyle X}.

## Folgerung
Mit dem Fixpunktsatz von Krasnoselski gelingt es, unter gewissen Umständen auf die Existenz sehr vieler Fixpunkte zu schließen. Er zieht nämlich folgendes Korollar nach sich:
Gelten oben die Bedingungen (i) und (ii) sogar für eine ganze Folge {\displaystyle \left(R_{1}(n)\;,\;R_{2}(n)\right)_{n=1,2,3,\ldots }} von Zahlenpaaren mit positiven reellen Zahlen {\displaystyle R_{1}(n)\neq R_{2}(n)\;(n\in \mathbb {N} )} und konvergieren die beiden Zahlenfolgen {\displaystyle \left(R_{1}(n)\right)_{n=1,2,3,\ldots }} und {\displaystyle \left(R_{2}(n)\right)_{n=1,2,3,\ldots }} beide gegen {\displaystyle \infty }, so besitzt der kompakte Operator {\displaystyle \Psi \colon K\to K} abzählbar unendlich viele Fixpunkte.